# Lamprologus tumbanus
 Lamprologus tumbanus és una espècie de peix de la família dels cíclids i de l'ordre dels perciformes que es troba a Àfrica: riu Congo i llac Tumba.
Els mascles poden assolir els 9 cm de longitud total.